# 图库姆斯I站
图库姆斯I站是托尔尼亚卡尔内斯-图库姆斯铁路线上的一个火车站，车站建于1877年。